# تسرنی ورخ (مدوجا)
تسرنی ورخ (به صربی: Crni Vrh) یک منطقهٔ مسکونی در صربستان است که در Knjaževac واقع شده‌است. تسرنی ورخ ۱۳۳ نفر جمعیت دارد.